# سونی اکسپریا ال

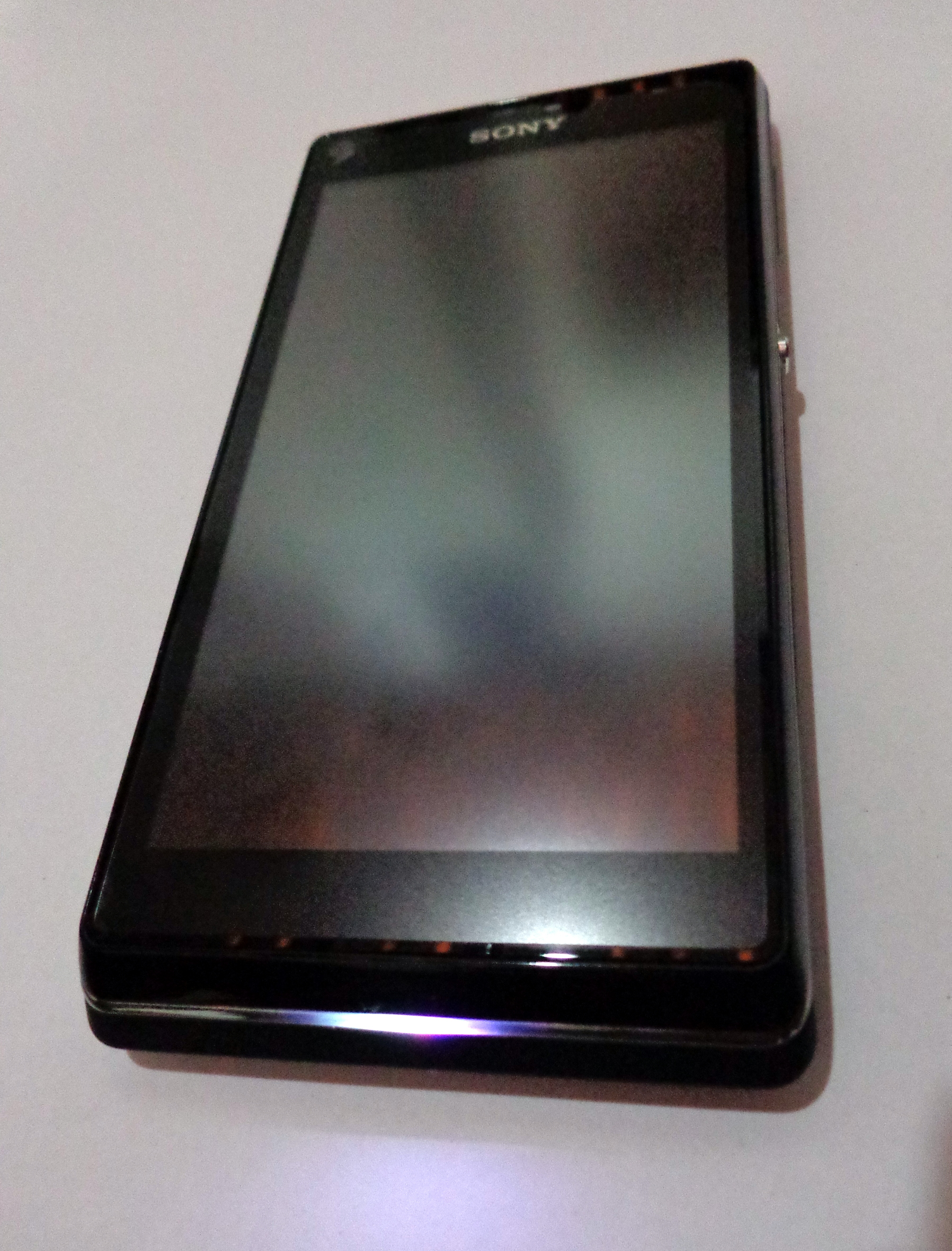
گوشی سونی اکسپریا ال

سونی اکسپریا ال (C2104,C2105) (به انگلیسی: Sony Xperia L) یک مدل تلفن هوشمند میان‌رده پیشرفته است که به‌وسیله شرکت سونی تولید شده است. این تلفن در مارس ۲۰۱۳ معرفی و دو ماه پس از آن، در ماه مه به بازار عرضه شد.